# Korte termijn
De korte termijn (Engels: short-run) is een tijdsperspectief in de macro-economie, waarbij jaarlijkse ontwikkelingen in de economische activiteit van een economie worden onderzocht. In navolging van Olivier Blanchard beschrijft de korte termijn de wijze waarop de macro-economie zich van het ene- op het andere jaar ontwikkelt. In de macro-economie worden over het algemeen drie tijdsperspectieven onderscheiden: de korte termijn, de middellange termijn en de lange termijn. De scheiding van de intervallen is vaag en kan slechts bij benadering worden aangegeven. Blanchard en Illing noemen voor de korte termijn een periode van 1 jaar, voor de middellange termijn een periode van 10 jaar en voor de lange termijn een periode van 50 jaar.